# جيمس أو. براونينج
جيمس أو. براونينج (بالإنجليزية: James O. Browning) هو قاضي ومحامي أمريكي، ولد في 1956 في ليفيلاند في الولايات المتحدة.